# Flughafen Göteborg/Säve

i7
i11
i13
Der Göteborg City Airport (englisch Gothenburg City Airport, schwedisch Säve Flygplats, IATA-Code: GSE, ICAO-Code: ESGP) ist Göteborgs zweiter internationaler Flughafen, neben dem größeren, südlich gelegenen Flughafen Göteborg/Landvetter.
Im Januar 2015 teilte der Eigentümer Swedavia mit, dass der Flughafen sukzessive stillgelegt werden solle, da die Gesellschaft nicht bereit sei, nötige Investitionen in Höhe von SEK 250 Mio. zu tragen. Eine Routinekontrolle der Rollwege hat ergeben, dass ein Problem mit der Tragfähigkeit des Erdbodens vorliegt. Eine grundlegende Renovierung wäre notwendig.
Der kommerzielle Verkehr wird zum Flughafen Göteborg/Landvetter verlegt.

## Anfahrt
Der Flughafen liegt 17 km nordwestlich vom Stadtzentrum entfernt auf der Insel Hisingen im Göteborger Stadtbezirk Säve-Tuve und damit näher am Stadtzentrum als der Hauptflughafen Göteborg/Landvetter.
Ein Linienbus hält in der Nähe des Flughafens, die Stadtmitte im Linienverkehr ist nur mit Umsteigen zu erreichen.

## Besonderheiten
Im Jahr 1940 als reiner Militärflugplatz eröffnet, hatte sich der Flughafen seit seiner Öffnung für den zivilen Luftverkehr 1979 zu einem Anflugziel für einige Billigfluggesellschaften entwickelt. Besonders Ryanair baute ihr Engagement deutlich aus. Hierdurch stiegen die Passagierzahlen deutlich an (von 536.000 (2006) auf 744.000 (2007) Passagiere). Im Sommer 2009 bot Ryanair neun Ziele ab dem Flughafen an, darunter Flughafen Niederrhein und Frankfurt-Hahn. Außerdem bot Wizz Air (drei Routen) Flüge vom City Airport an.
Des Weiteren beheimatet der Göteborg City Airport (GSE) zwei Fliegerclubs, in denen die Möglichkeit besteht, sowohl den privaten als auch den kommerziellen Pilotenschein für Flugzeuge und Hubschrauber zu machen.

## Ehemaliger Fliegerhorst Säve

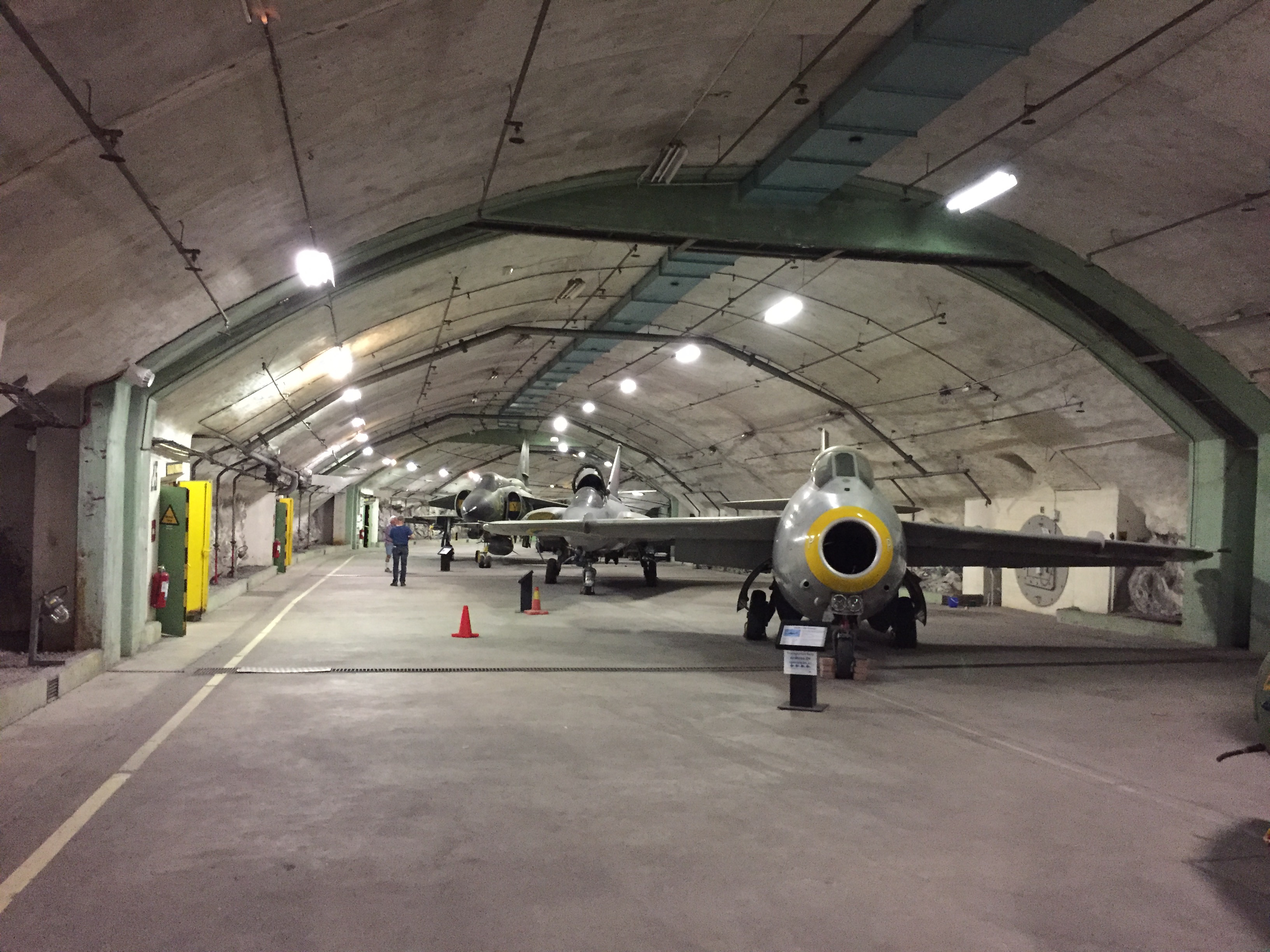
Blick in den Flugzeugschutzbau auf dem ehemaligen Militärflugplatz Säve nahe Göteborg, mittlerweile ein Museum

Seit 1941 nutzte die schwedische Luftwaffe (Flygvapnet) den Fliegerhorst (schwedisch Flygbas) für die Flygflottilj (Staffel) F9. Im Zweiten Weltkrieg wurden zum Schutz vor Luftangriffen eine Flugzeugkaverne erbaut, bestehend aus vier unterirdischen miteinander verbundenen verbunkerten Flugzeugunterständen im nordöstlichen Teil unterhalb des Towers. Während des Kalten Krieges wurde östlich des Pistenkreuzes eine besser gegen ABC-Angriffe geschützte Flugzeugkaverne (Berghangar) in zehn Metern Tiefe unter dem Felsen erbaut. Der Zugang war mit Druckentlastungsstollen und tonnenschweren Panzertoren geschützt. Über eine viertelkreisförmige Zufahrtsrampe konnte man zu den drei tiefergelegenen Flugzeughangaren gelangen. Darin konnte eine Staffel mit 14 Jagdflugzeugen einsatzbereit gehalten werden. Die strategische Lage sollte die schwedische Metropole mit den geschützt gelagerten Kampfflugzeugen vom Typ Saab J-35 „Draken“ und Saab JA-37 Viggen vor sowjetischen Bomberangriffen mit Nuklearwaffen schützen. Mit der Schließung des Militärflugplatzes 2002 wurde die Flugzeugkaverne in ein als „Aeroseum“ bekanntes Flugzeug-Museum umgewandelt.